# Месемврийско македонско благотворително братство
Месемврийското македонско благотворително културно-просветно братство „Тодор Александров“ е организация на бежанците от областта Македония, установили се в Месемврия.

## История
Основано е първоначално на 9 юли 1924 година с настоятелство Антон Кезаров (председател), Трайчо Иванов (касиер) Христо Кезаров (секретар) и членове Иван Попов, Кръстю Иванов, Кръстю Говедаров и Колю Божинов.
След смъртта на Тодор Александров по инициатива на Илия Шентев, Димо Аянов и други основано е отново на 21 септември 1924 година. В ръководството са избрани Георги Димитров (председател), Вангел Василев (секретар), Коста Филев (касиер), Димо Аянов (подпредседател), а Илия Шентев, Коста Иванов и Иван Наумов са съветници.  Общо учредителите са 40 души: Димитър Занешев, Илия Шентев, Христо Харизанов, Наум Голев, Димитър Попатанасов, Григор Узунов, Никола Василев, Димитър Тулев, Младен Ангелов, Никола Дамянов, Димитър Чифилионов, Иван Терзиев, Киро Тулев, Коста Кехайов, Христо Стоянов, Костадин Камчев, Димо Търтев, Иван Русев, Стойно Терзиев, Коста Айтов, Петър Попгеоргиев, Вангел Шантев, Димо Дараданов, Дионис Даулов, Антон Попов, Тома Мицангов, Атанас Вангелов, Христо Кукувейков, Стрезо Петков, Трайко Пипиников, Тома Кронев, Петър Тулев, Благо Узунов, Георги Дамянов, Георги Айтов, Васил Пипиников, Стоян Санков, Георги Станков, Георги Узунов и Ламбо Тодоров. Патронен празник на братството е Илинден.
На 1 март 1925 година братството си избира ново настоятелство в състав Христо Костадинов (председател), Вангел Василев (подпредседател), Илия Шентев (секретар), Глигор Узунов (касиер) и съветници Тодор Вардалиев, Атанас Христов и Петър Асърджиев. на 4 юли 1926 година братството избира настоятелство в състав Димитър Занешев (председател), Андон Атанасов (подпредседател), Илия Шантев (секретар), Христо Харизанов (касиер), Прало Сусев, Фильо Пандев и Христо Терзиев са съветници.
През 1936 година е избрано ново ръководство в състав Димитър Занешев (председател), Никола Василев (подпредседател), Илия Шентов (секретар), Тома Мицангов (касиер), Коста Айтов, Младен Ангелов и Атанас Узунов са съветници, а запасни членове са Иван Тулев, Киро Тулев и Христо Самарджиев. В контролната комисия влизат Антон Попов (председател), Христо Харизанов (член), Наум Христов (член), Дино Дараданов и Васил Пипиников са запасни членове.
След промените от 1989 година дейността на дружеството е възобновена като Mакедонско братство „Тодор Александров“. Негов дългогодишен председател е Иван Бабев, а през 2019 година дружеството организира построяването на паметника на Апостол Петков в Несебър.